# Alberto Suppici
Alberto Horacio Suppici, né le 20 novembre 1898 à Colonia et mort le 21 juin 1981, est un joueur et entraîneur de football uruguayen. Surnommé El Profesor, il dirige l'équipe d'Uruguay de football victorieuse lors de la première coupe du monde de football en 1930. 

## Biographie
Il fonde le 22 avril 1917 le club du Club Plaza Colonia, dont le stade porte son nom depuis son décès, à Colonia del Sacramento.
En 1928, après un deuxième succès de rang aux Jeux olympiques, il devient directeur technique de la sélection uruguayenne de football. Sous sa direction, la Celeste termine troisième de la Copa América 1929. Lors de la première coupe du monde de football de l'histoire, il se passe de son gardien Andrés Mazali, pourtant double champion olympique avec l'Uruguay, après qu'il a eu quitté son hôtel sans autorisation. Entouré de Pedro Arispe et Ernesto Fígoli, Suppici mène sa sélection nationale jusqu'en finale de la compétition qui se déroule à l'Estadio Centenario. Pour son dernier match, l'équipe de Suppici parvient à renverser l'Argentine sur le score de quatre buts à un alors qu'elle était menée d'un but à la mi-temps. El Profesor reste encore aujourd'hui (2019) le plus jeune entraîneur à remporter une coupe du monde.
Suppici quitte ses fonctions de sélectionneur en 1932 avant de prendre en charge le Central Español Fútbol Club en 1935 pour quelques semaines. Il reprend alors la tête de la sélection uruguayenne, jusqu'en 1941.